# Рудолф I фон Зулц
Рудолф I фон Зулц (на немски: Rudolph I von Sulz; * пр. 1349; † между 6 януари и 23 април 1406) от графския род фон Зулц, е граф на Зулц на река Некар, пфандхер на Тутлинген, Ебинген, Каленберг-Валдмосинген и наследствен съдия на импреския град Ротвайл.

## Произход и наследство
Той е син на граф Бертхолд III фон Зулц († 1346) и съпругата му Аделхайд фон Шварценберг († сл. 1349), дъщеря на Хайнрих фон Шварценберг († 1327) и Анна фон Юзенберг. Внук е на граф Херман IV фон Зулц († 1308/1311) и правнук на граф Алвиг VI фон Зулц († ок. 1236).
Членове на фамилията са от преди 1300 г. дворцови съдии в Ротвайл. През 1360 г. графовете на Зулц получават наследствената служба съдия на императорския дворцов съд в Ротвайл до изчезването на фамилията през 1687 г.

## Фамилия
Първи брак: с Анна фон Валдбург († 1385 или 1406), дъщеря на Еберхард III фон Валдбург († 1361/1362) и принцеса Агнес фон Тек († 1384), дъщеря на херцог Херман II фон Тек-Оберндорф († 1319) и Вилибиргис фон Тюбинген. Те имат децата:
- Херман фон Зулц VI († пр. 24 март 1429), граф на Зулц, ландграф в Клетгау, женен за Маргарета фон Хоенберг-Ротенбург († 26 февруари 1419), дъщеря на граф Рудолф III фон Хоенберг († 1389) и Ита фон Тогенбург († 1399).
- Рудолф фон Зулц († сл. 20 ноември 1431), граф на Зулц, женен пр. 11 ноември 1382 г. за Мехтилд фон Лимпург († 1441), дъщеря на Конрад II Шенк фон Лимпург († 1376) и Ита фон Вайнсберг († сл. 1398)
- Аделхайд фон Зулц (* пр. 1388; † 11 ноември 1429), омъжена за рицар Лудвиг фон Хорнщайн (* пр. 1373; † сл. 1427)

Анна фон Валдбург († 1385 или 1406) се омъжва втори път за Марквард фон Шеленберг-Кислег († сл. 1392).
Втори брак: с Анна ди Хермин († 1411/1432). Те имат три деца:
- Николаус фон Зулц († сл. 1440)
- Маргарета фон Зулц
- Ханс, преименуван Харм фон Зулц († 17 август 1463), женен I. за Агнес Хилберин († пр. 1451), II. 1381/ пр. 1 ноември 1382 г. за Клара Анна фон Ерцинген († сл. 1458).